# New England Patriots 2004
La stagione 2004 dei New England Patriots è stata la 35ª della franchigia nella National Football League, la 45ª complessiva e la 5ª con Bill Belichick come capo-allenatore. Per il secondo anno consecutivo terminarono con un record di 14–2, vincendo il Super Bowl XXXIX, il terzo in quattro anni. Al 2015, sono stati l'ultima squadra a ripetersi come campioni.
Dopo la vittoria del Super Bowl nel 2003, i Patriots cercarono di migliorare il loro gioco sulle corse. Sostituirono Antowain Smith con lo scontento running back dei Cincinnati Bengals Corey Dillon, acquisito in uno scambio prima del Draft NFL 2004; Dillon corse un record in carriera di 1.635 yard nel 2004. Con la vittoria delle prime sei gare della stagione, i Patriots stabilirono un record NFL per vittorie consecutive nella stagione regolare (18), superato poi da loro stessi nel periodo 2006-2008 (21), e di vittorie consecutive tra stagione regolare e playoff (21) prima di perdere con i Pittsburgh Steelers il 31 ottobre. In quella gara, il cornerback Pro Bowler Ty Law si infortunò al piede per il resto della stagione.
Con un record di 14-2 e il secondo posto nel tabellone dei playoff della AFC, i Patriots sconfissero gli Indianapolis Colts in casa nei playoff per il secondo anno consecutivo, tenendo il prolifico attacco avversario a tre punti segnati. Poi batterono i Pittsburgh Steelers numero 1 del tabellone in trasferta, 41–27, nella finale della AFC. Prima dell'incontro coi Philadelphia Eagles nel Super Bowl XXXIX, il wide receiver degli Eagles Freddie Mitchell disse di non conoscere i nomi dei defensive back dei Patriots, cosa che fu interpretata come una mancanza di rispetto da parte dei giocatori di riserva dei Patriots, che avevano sostituito diversi titolare infortunati. New England batté gli Eagles 24–21 vincendo il suo secondo titolo consecutivo.

## Scelte nel Draft 2004
| Giro | Scelta | Giocatore        | Ruolo            | College        |
| ---- | ------ | ---------------- | ---------------- | -------------- |
| 1    | 21     | Vince Wilfork    | Defensive tackle | Miami (FL)     |
| 1    | 32     | Benjamin Watson  | Tight end        | Georgia        |
| 2    | 63     | Marquise Hill    | Defensive end    | LSU            |
| 3    | 95     | Guss Scott       | Safety           | Florida        |
| 4    | 128    | Dexter Reid      | Safety           | North Carolina |
| 4    | 128    | Cedric Cobbs     | Running back     | Arkansas       |
| 5    | 164    | P.K. Sam         | Wide receiver    | Florida State  |
| 7    | 233    | Christian Morton | Cornerback       | Florida State  |

## Calendario

### Stagione regolare
| 1  | 9:00 pm EDT        | 9/9/2004           | Indianapolis Colts  | V 27–24            | 1–0                | Gillette Stadium         | ABC                | Recap              |
| 2  | 4:15 pm EDT        | 19/9/2004          | Arizona Cardinals   | V 23–12            | 2–0                | Sun Devil Stadium        | CBS                | Recap              |
| 3  | Settimana di pausa | Settimana di pausa | Settimana di pausa  | Settimana di pausa | Settimana di pausa | Settimana di pausa       | Settimana di pausa | Settimana di pausa |
| 4  | 1:00 pm EDT        | 3/10/2004          | Buffalo Bills       | V 31–17            | 3–0                | Ralph Wilson Stadium     | CBS                | Recap              |
| 5  | 1:00 pm EDT        | 10/10/2004         | Miami Dolphins      | V 24–10            | 4–0                | Gillette Stadium         | CBS                | Recap              |
| 6  | 1:00 pm EDT        | 17/10/2004         | Seattle Seahawks    | V 30–20            | 5–0                | Gillette Stadium         | Fox                | Recap              |
| 7  | 4:05 pm EDT        | 24/10/2004         | New York Jets       | V 13–7             | 6–0                | Gillette Stadium         | CBS                | Recap              |
| 8  | 4:15 pm EST        | 31/10/2004         | Pittsburgh Steelers | S 20–34            | 6–1                | Heinz Field              | CBS                | Recap              |
| 9  | 4:15 pm EST        | 7/11/2004          | St. Louis Rams      | V 40–22            | 7–1                | Edward Jones Dome        | CBS                | Recap              |
| 10 | 8:30 pm EST        | 14/11/2004         | Buffalo Bills       | V 29–6             | 8–1                | Gillette Stadium         | ESPN               | Recap              |
| 11 | 9:00 pm EST        | 22/11/2004         | Kansas City Chiefs  | V 27–19            | 9–1                | Arrowhead Stadium        | ABC                | Recap              |
| 12 | 4:15 pm EST        | 28/11/2004         | Baltimore Ravens    | V 24–3             | 10–1               | Gillette Stadium         | CBS                | Recap              |
| 13 | 1:00 pm EST        | 5/12/2004          | Cleveland Browns    | V 42–15            | 11–1               | Cleveland Browns Stadium | CBS                | Recap              |
| 14 | 1:00 pm EST        | 12/12/2004         | Cincinnati Bengals  | V 35–28            | 12–1               | Gillette Stadium         | CBS                | Recap              |
| 15 | 9:00 pm EST        | 20/12/2004         | Miami Dolphins      | L 28–29            | 12–2               | Pro Player Stadium       | ABC                | Recap              |
| 16 | 4:15 pm EST        | 26/12/2004         | New York Jets       | V 23–7             | 13–2               | Giants Stadium           | CBS                | Recap              |
| 17 | 1:00 pm EST        | 2/1/2005           | San Francisco 49ers | V 21–7             | 14–2               | Gillette Stadium         | Fox                | Recap              |

### Playoff
| Turno            | Ora                                       | Data                                      | Avversario                                | Risultato                                 | Record                                    | Stadio                                    | TV                                        | Recap                                     |
| ---------------- | ----------------------------------------- | ----------------------------------------- | ----------------------------------------- | ----------------------------------------- | ----------------------------------------- | ----------------------------------------- | ----------------------------------------- | ----------------------------------------- |
| Wild Card        | Qualificati direttamente al secondo turno | Qualificati direttamente al secondo turno | Qualificati direttamente al secondo turno | Qualificati direttamente al secondo turno | Qualificati direttamente al secondo turno | Qualificati direttamente al secondo turno | Qualificati direttamente al secondo turno | Qualificati direttamente al secondo turno |
| Divisional       | 4:30 pm EST                               | 16/1/2005                                 | Indianapolis Colts (3)                    | V 20–3                                    | 1–0                                       | Gillette Stadium                          | CBS                                       | Recap                                     |
| AFC Championship | 6:30 pm EST                               | 23/1/2005                                 | Pittsburgh Steelers (1)                   | V 41–27                                   | 2–0                                       | Heinz Field                               | CBS                                       | Recap                                     |
| Super Bowl XXXIX | 6:30 pm EST                               | 6/2/2005                                  | Philadelphia Eagles (1)                   | V 24–21                                   | 3–0                                       | ALLTEL Stadium                            | Fox                                       | Recap                                     |

## Premi
- Deion Branch:

MVP del Super Bowl